# Terry Lewis (Rollstuhltennisspielerin)
Terry Lewis (* als Terry Gray) ist eine ehemalige US-amerikanische Rollstuhltennisspielerin.

## Karriere
Terry Lewis startete in der Klasse der Paraplegiker. Sie nahm an den Paralympischen Spielen im Jahr 1988 in Seoul teil, als das Rollstuhltennis als Demonstrationssportart zum Programm gehörte. In der mit lediglich vier Spielern besetzten Einzelkonkurrenz schied sie in der ersten Runde gegen Monique van den Bosch mit 2:6 und 2:6 aus und gewann damit Bronze.
1989 gehörte Lewis zum dritten Mal zur US-amerikanischen Nationalmannschaft beim World International Team Cup, wo sie unter anderem gegen Israel zum Einsatz kam und ihre Partie gewann. Bereits 1986 und 1987 hatte sie zum Aufgebot gehört. Bei allen drei Teilnahmen erreichte Lewis mit der Mannschaft das Finale und unterlag jedes Mal der niederländischen Mannschaft.